# Кулія
Кулія (Kuhlia) — рід окунеподібних риб родини Кулієві (Kuhliidae).

## Опис
Кулієві — великоокі сріблясті риби з овальним тілом, глибокою вирізкою між колючою і м'якою частинами суцільного спинного плавця і невеликим косим ротом. Вони не досягають великих розмірів — найбільші з кулій навряд чи перевищують 25-30 см у довжину. 

## Поширення
Ці риби зустрічаються тільки у тепловодній зоні Тихого і Індійського океанів і живуть у прибережній смузі, нерідко потрапляючи в естуарії і низинних ділянках річок і заходячи навіть в прісну воду. 

### Кулія стягохвоста
Один з найбільш звичайних і широко поширених видів цієї родини — кулія стягохвоста (Kuhlia taeniura), характерною особливістю якої служать п'ять темних поздовжніх смуг на хвостовому плавці, населяє прибережні води Південно-Східної та Східної Африки, Цейлону, Індонезії, Південної Японії і архіпелагів Океанії та доходить на схід аж до островів, розташованих біля берегів Мексики. Ця риба, звичайна і у солоній, і у майже прісній воді, досягає всього 20 см в довжину.

### Кулія гавайська
Близький гавайський вид (К. sandvicensis) має більші розміри (до 30 см). Це одна з звичайних риб скелястих узбереж і коралових рифів, що живе в діапазоні глибин від 5-10 до 90 м. 

## Спосіб життя
Вдень кулії ховаються в ущелинах, а вночі залишають свої притулки і активно живляться найрізноманітнішою рослинною і тваринною їжею . Вони трапляються і в прісних водоймах, де їх улюбленим кормом служать повітряні комахи, що падають у воду. Нерест цього виду йде протягом усього року, а молодь тримається біля самого берега, будучи особливо звичайною в невеликих басейнах і калюжах припливної зони.

## Господарське значення
М'ясо усіх кулій дуже смачне, і, незважаючи на невеликі розміри, вони всюди вживаються в їжу, хоча і не ловляться ніде у якій-небудь значній кількості.

## Види
- Kuhlia boninensis (Fowler, 1907)
- Kuhlia caudavittata (Lacépède, 1802)
- Kuhlia malo (Valenciennes, 1831)
- Kuhlia marginata (Cuvier, 1829)
- Kuhlia mugil (Forster, 1801)
- Kuhlia munda (De Vis, 1884)
- Kuhlia nutabunda (Kendall & Radcliffe, 1912)
- Kuhlia petiti (Schultz, 1943)
- Kuhlia rubens (Spinola, 1807)
- Kuhlia rupestris (Lacépède, 1802)
- Kuhlia salelea (Schultz, 1943)
- Kuhlia sandvicensis (Steindachner, 1876)
- Kuhlia sauvagii (Regan, 1913)
- Kuhlia xenura (Jordan & Gilbert, 1882)